# Derradji Harek
Derradji Harek, född 19 december 1959, är en algerisk friidrottare. Han deltog vid olympiska sommarspelen 1980.